# Formazioni di Divizia A1 rumena di pallavolo femminile 2011-2012
Formazioni delle squadre di pallavolo partecipanti alla stagione 2011-2012 del campionato di Divizia A1 rumena.

## Clubul Sportiv Știința Bacău
| N° | Nome                 | Ruolo | Data di nascita   | Nazionalità sportiva |
| -- | -------------------- | ----- | ----------------- | -------------------- |
| -  | Florin Grapă         | All   | -                 | Romania              |
| 1  | Ramona Breban        | S/O   | 17 agosto 1989    | Romania              |
| 2  | Anca Bunea           | S     | 6 giugno 1988     | Romania              |
| 3  | Elena Bîrzan         | S     | 28 giugno 1992    | Romania              |
| 5  | Mihaela Herlea       | C     | 11 gennaio 1978   | Romania              |
| 6  | Alexandra Sobo       | C     | 25 aprile 1987    | Romania              |
| 7  | Maria Elisei         | S     | 23 maggio 1979    | Romania              |
| 8  | Tatiana Lupu         | C     | 13 maggio 1988    | Moldavia             |
| 9  | Mihaela Truță        | S     | 18 dicembre 1975  | Romania              |
| 10 | Nicoleta Manu        | L     | 3 dicembre 1980   | Romania              |
| 11 | Crina Hosu           | S/O   | 11 settembre 1980 | Romania              |
| 12 | Georgiana Faleș      | C     | 4 febbraio 1986   | Romania              |
| 13 | Sabina Miclea        | P     | 4 dicembre 1990   | Romania              |
| 15 | Viktoriia Polishchuk | P     | 20 marzo 1981     | Ucraina              |

## Clubul Sportiv Municipal București
| N° | Nome                | Ruolo | Data di nascita   | Nazionalità sportiva |
| -- | ------------------- | ----- | ----------------- | -------------------- |
| -  | Atanas Petrov       | All   | -                 | Bulgaria             |
| 1  | Cornelia Pantazi    | S     | 17 novembre 1985  | Romania              |
| 2  | Maria Pană          | L     | 17 luglio 1993    | Romania              |
| 3  | Roxana Iosef        | S     | 19 agosto 1988    | Romania              |
| 4  | Ekaterina Skrabatun | S     | 23 aprile 1987    | Bielorussia          |
| 6  | Irina Radu          | S     | 17 febbraio 1983  | Romania              |
| 7  | Flavia Judea        | C     | 16 agosto 1991    | Romania              |
| 8  | Ana Moldovan        | C     | 24 settembre 1985 | Romania              |
| 9  | Ana-Maria Vrînceanu | S     | 22 novembre 1990  | Romania              |
| 10 | Emilce Sosa         | C     | 11 settembre 1987 | Argentina            |
| 12 | Iuliia Popova       | P     | 15 aprile 1983    | Ucraina              |
| 13 | Marija Karakaševa   | S     | 27 ottobre 1988   | Bulgaria             |
| 14 | Ramona Popescu      | L     | 19 marzo 1993     | Romania              |
| 15 | Katja Medved        | L     | 20 marzo 1986     | Slovenia             |

## Clubul Sportiv Dinamo București
| N° | Nome              | Ruolo | Data di nascita   | Nazionalità sportiva |
| -- | ----------------- | ----- | ----------------- | -------------------- |
| -  | Zoran Terzić      | All   | 9 luglio 1966     | Serbia               |
| 1  | Iwona Waligóra    | S     | 9 gennaio 1985    | Polonia              |
| 1  | Mari Mendes       | S     | 13 gennaio 1984   | Brasile              |
| 2  | Anna Podolec      | S/O   | 30 ottobre 1985   | Polonia              |
| 3  | Ana-Maria Hincu   | S     | 20 aprile 1981    | Romania              |
| 4  | Andreea Dimeny    | L     | 21 febbraio 1985  | Romania              |
| 5  | Carmen Marcovici  | C     | 20 marzo 1973     | Romania              |
| 6  | Daniela Mincă     | P     | 14 luglio 1971    | Romania              |
| 8  | Liana Smărăndache | C     | 9 agosto 1989     | Romania              |
| 9  | Sylwia Wojcieska  | C     | 3 giugno 1985     | Polonia              |
| 10 | Ioana Baciu       | S/O   | 4 gennaio 1990    | Romania              |
| 11 | Diana Cărbuneanu  | S     | 23 agosto 1995    | Romania              |
| 14 | Elena Koleva      | S/O   | 1º dicembre 1977  | Bulgaria             |
| 18 | Yael Castiglione  | P     | 27 settembre 1985 | Argentina            |
| 18 | Maja Simanić      | P     | 8 febbraio 1980   | Serbia               |

## Clubul Sportiv Universitatea Cluj
| N° | Nome               | Ruolo | Data di nascita   | Nazionalità sportiva |
| -- | ------------------ | ----- | ----------------- | -------------------- |
| -  | Dan Gîrleanu       | All   | -                 | Romania              |
| 1  | Medeea Clăteșteanu | C     | 20 maggio 1992    | Romania              |
| 2  | Alexandra Ariton   | S     | 2 novembre 1989   | Romania              |
| 3  | Bianca-Maria Cenan | P     | 6 novembre 1987   | Romania              |
| 4  | Alexandra Bara     | S     | 11 gennaio 1994   | Romania              |
| 5  | Andra-Amalia Cucu  | C     | 28 aprile 1990    | Romania              |
| 7  | Andreea Bucur      | P     | 1º ottobre 1989   | Romania              |
| 8  | Raluca Bucur       | S     | 20 agosto 1985    | Romania              |
| 9  | Carmen Crișan      | C     | 14 luglio 1987    | Romania              |
| 10 | Timea Știrț        | C     | 30 settembre 1990 | Romania              |
| 13 | Petra Șikoș        | S     | 23 dicembre 1990  | Romania              |
| 15 | Ramona Domocoș     | S     | 17 dicembre 1977  | Romania              |
| 17 | Angelica Podină    | L     | 15 agosto 1991    | Romania              |
| 18 | Anca Bunea         | S     | 6 giugno 1988     | Romania              |
| 19 | Ivelina Petkova    | S     | 20 settembre 1989 | Bulgaria             |

## Club Sportiv Volei 2004 Tomis Constanța
| N° | Nome                  | Ruolo | Data di nascita   | Nazionalità sportiva |
| -- | --------------------- | ----- | ----------------- | -------------------- |
| -  | Darko Zakoć           | All   | -                 | Serbia               |
| 1  | Claudia Gavrilescu    | C     | 17 dicembre 1980  | Romania              |
| 2  | Elena Butnaru         | C     | 24 agosto 1975    | Romania              |
| 3  | Thais Julio           | S/O   | 7 ottobre 1984    | Brasile              |
| 5  | Yuliya Bogmatser      | P     | 3 giugno 1984     | Ucraina              |
| 6  | Cvetelina Zarkova     | C     | 18 dicembre 1986  | Bulgaria             |
| 7  | Ana Cazacu            | S     | 21 luglio 1994    | Romania              |
| 8  | Kacjaryna Zakreŭskaja | S     | 29 settembre 1986 | Bielorussia          |
| 9  | Diana Neaga           | P     | 24 maggio 1986    | Romania              |
| 10 | Alexandra Trică       | S     | 21 ottobre 1985   | Romania              |
| 11 | Radosveta Teneva      | S     | 21 novembre 1980  | Bulgaria             |
| 12 | Jovana Vesović        | S     | 21 giugno 1987    | Serbia               |
| 14 | Ana-Maria Dumitru     | S     | 9 aprile 1994     | Romania              |
| 15 | Andreea Ispas         | L     | 5 marzo 1990      | Romania              |
| 16 | Marina Vujović        | L     | 23 gennaio 1984   | Serbia               |
| 17 | Anca Dobrotă          | P     | 26 febbraio 1994  | Romania              |
| 18 | Anamaria Serban       | C     | 25 aprile 1994    | Romania              |

## Sport Club Municapal Universitatea Craiova
| N° | Nome                  | Ruolo | Data di nascita | Nazionalità sportiva |
| -- | --------------------- | ----- | --------------- | -------------------- |
| -  | Marian Constantin     | All   | -               | Romania              |
| 1  | Janie Guimond         | L     | 11 aprile 1984  | Canada               |
| 2  | Denisa Rogojinaru     | S     | 16 aprile 1985  | Romania              |
| 3  | Raluca Constantinescu | S     | 18 gennaio 1981 | Romania              |
| 6  | Cristina Zanfir       | S     | 26 gennaio 1980 | Romania              |
| 7  | Ioana Vasinca         | C     | 12 giugno 1985  | Romania              |
| 8  | Stanija Maletić       | C     | 7 maggio 1980   | Serbia               |
| 9  | Ana-Maria Hambele     | C     | 21 gennaio 1988 | Romania              |
| 10 | Ivana Stojadinović    | P     | 22 marzo 1985   | Croazia              |
| 11 | Raluca Purice         | S     | 8 marzo 1983    | Romania              |
| 12 | Beatrice Postea       | P     | 29 agosto 1993  | Romania              |
| 13 | Ana-Maria Udubașa     | C     | 26 maggio 1985  | Romania              |
| 18 | Andreea Matei         | S     | 24 ottobre 1992 | Romania              |

## Volei Club Penicilina Iași
| N° | Nome                 | Ruolo | Data di nascita   | Nazionalità sportiva |
| -- | -------------------- | ----- | ----------------- | -------------------- |
| -  | Cătălin Știrbu       | All   | -                 | Romania              |
| 2  | Mihaela Stîngă       | P     | 11 luglio 1993    | Romania              |
| 3  | Melinda Șipoș        | C     | 6 giugno 1989     | Romania              |
| 4  | Lidia Timofte        | P     | 11 settembre 1988 | Romania              |
| 5  | Cristina Androhovici | S     | 15 ottobre 1977   | Romania              |
| 6  | Ana-Maria Ursachi    | C     | 11 giugno 1996    | Romania              |
| 7  | Simona Mocanu        | C     | 26 marzo 1994     | Romania              |
| 8  | Andra Streșină       | C     | 7 settembre 1994  | Romania              |
| 9  | Tatiana Popa         | C     | 25 marzo 1965     | Romania              |
| 10 | Alina Melinte        | S     | 6 agosto 1982     | Romania              |
| 11 | Mihaela Ionescu      | S     | 9 novembre 1974   | Romania              |
| 12 | Diana Studineanu     | L     | 30 giugno 1993    | Romania              |
| 13 | Magda Siminiceanu    | L     | 15 settembre 1994 | Romania              |
| 14 | Daniela Pantelimon   | C     | 14 dicembre 1986  | Romania              |

## Clubul Sportiv Municipal Lugoj
| N° | Nome             | Ruolo | Data di nascita   | Nazionalità sportiva |
| -- | ---------------- | ----- | ----------------- | -------------------- |
| -  | Bogdan Paul      | All   | -                 | Romania              |
| 1  | Mădălina Șonda   | C     | 15 aprile 1992    | Romania              |
| 2  | Larisa Ciobanu   | C     | 24 aprile 1987    | Romania              |
| 3  | Andreea Smultea  | L     | 24 marzo 1989     | Romania              |
| 4  | Diana Tătaru     | P     | 19 aprile 1988    | Romania              |
| 6  | Laura Lungu      | S     | 28 settembre 1985 | Romania              |
| 7  | Ionela Canea     | C     | 17 giugno 1986    | Romania              |
| 8  | Maria Matei      | S     | 7 settembre 1994  | Romania              |
| 11 | Alexandra Badea  | C     | 14 agosto 1989    | Romania              |
| 12 | Cătălina Bosuioc | P     | 9 ottobre 1994    | Romania              |
| 13 | Veronica Lupașcu | S     | 23 febbraio 1988  | Romania              |
| 15 | Irina Alexandru  | S     | 2 maggio 1986     | Romania              |
| 16 | Daniela Lupescu  | S     | 5 maggio 1986     | Romania              |

## Volei Club Unic Piatra Neamț
| N° | Nome             | Ruolo | Data di nascita  | Nazionalità sportiva |
| -- | ---------------- | ----- | ---------------- | -------------------- |
| -  | Mihaela Voivod   | All   | -                | Romania              |
| 1  | Maria Harbuz     | S     | 27 agosto 1982   | Romania              |
| 3  | Sorina Buz       | S/O   | 14 aprile 1988   | Romania              |
| 4  | Ștefania Tănase  | P     | 24 novembre 1993 | Romania              |
| 5  | Florina Chirilov | P     | 28 marzo 1988    | Romania              |
| 6  | Mihaela Albu     | L     | 1º gennaio 1994  | Romania              |
| 7  | Elena Zaharia    | S     | 7 gennaio 1985   | Romania              |
| 8  | Andreea Marin    | C     | 12 maggio 1991   | Romania              |
| 9  | Andreea Munteanu | S     | 5 settembre 1994 | Romania              |
| 12 | Liliana Curcă    | C     | 20 aprile 1988   | Romania              |
| 14 | Raluca Pichiu    | C     | 14 maggio 1992   | Romania              |
| 17 | Adina Stanciu    | S/O   | 17 dicembre 1986 | Romania              |

## Sport Club Municipal Pitești
| N° | Nome                   | Ruolo | Data di nascita   | Nazionalità sportiva |
| -- | ---------------------- | ----- | ----------------- | -------------------- |
| -  | Mircea Dudaș           | All   | -                 | Romania              |
| 1  | Gabriela Niță          | P     | 3 luglio 1988     | Romania              |
| 2  | Alexandra Bădescu      | S     | 4 luglio 1995     | Romania              |
| 3  | Adriana Pătrana        | S     | 11 dicembre 1991  | Romania              |
| 4  | Andreea Păun           | S     | 3 febbraio 1985   | Romania              |
| 5  | Andrada-Ramona Rogojan | S     | 14 maggio 1990    | Romania              |
| 6  | Anca Pașca             | C     | 20 giugno 1984    | Romania              |
| 7  | Bianca Bălănescu       | P     | 16 giugno 1985    | Romania              |
| 8  | Daniela Ghiacu         | C     | 22 marzo 1989     | Romania              |
| 9  | Ioana Ciurea           | L     | 13 settembre 1995 | Romania              |
| 10 | Gabriela Bălae         | S     | 3 aprile 1995     | Romania              |
| 11 | Mihaela Ilina          | C     | 17 febbraio 1990  | Romania              |
| 12 | Ionela Vlad            | L     | 13 dicembre 1989  | Romania              |
| 13 | Anilena Teodorescu     | P     | 29 febbraio 1988  | Romania              |
| 14 | Anca Martin            | S     | 19 novembre 1982  | Romania              |
| 15 | Adriana Vîlcu          | S     | 11 gennaio 1991   | Romania              |
| 16 | Ana-Maria Tănăsescu    | S     | 2 giugno 1994     | Romania              |

## Clubul Sportiv Municipal Sibiu
| N° | Nome                 | Ruolo | Data di nascita   | Nazionalità sportiva |
| -- | -------------------- | ----- | ----------------- | -------------------- |
| -  | Nenad Mihajlović     | All   | -                 | Serbia               |
| 1  | Georgiana Popovici   | S     | 11 novembre 1989  | Romania              |
| 2  | Denisa Viloiu        | P     | 19 marzo 1994     | Romania              |
| 3  | Loredana Pașca       | C     | 22 ottobre 1991   | Romania              |
| 4  | Ana-Maria Scheau     | S     | 13 maggio 1986    | Romania              |
| 5  | Iuliana Matache      | C     | 14 settembre 1994 | Romania              |
| 6  | Daria Popa           | S     | 18 marzo 1990     | Romania              |
| 7  | Olivia Buta          | S     | 9 aprile 1992     | Romania              |
| 8  | Lorena Dancu         | L     | 9 febbraio 1990   | Romania              |
| 9  | Anca Lică            | S     | 9 novembre 1987   | Romania              |
| 10 | Nicoleta Țițonea     | S     | 26 agosto 1991    | Romania              |
| 11 | Denisa Moga          | S     | 28 dicembre 1990  | Romania              |
| 12 | Milica Trojancević   | C     | 22 marzo 1980     | Serbia               |
| 13 | Marina Șerban        | C     | 25 settembre 1994 | Romania              |
| 14 | Gabriela Dancu       | C     | 22 febbraio 1989  | Romania              |
| 18 | Alexandra Kapelovies | P     | 12 gennaio 1989   | Romania              |

## Clubul Sportiv Universitatea Târgu Mureș
| N° | Nome               | Ruolo | Data di nascita   | Nazionalità sportiva |
| -- | ------------------ | ----- | ----------------- | -------------------- |
| -  | Valerijan Luka     | All   | -                 | Serbia               |
| 1  | Katarina Jovanović | S     | 9 giugno 1991     | Serbia               |
| 2  | Adina Salaoru      | S/O   | 5 agosto 1989     | Romania              |
| 3  | Roxana Nechiti     | L     | 19 dicembre 1989  | Romania              |
| 4  | Bianca Cazacu      | S     | 4 gennaio 1990    | Romania              |
| 5  | Monica Foca        | L     | 5 ottobre 1989    | Romania              |
| 6  | Lorena Ciocian     | P     | 16 settembre 1993 | Romania              |
| 7  | Roxana Iancu       | C     | 14 agosto 1993    | Romania              |
| 8  | Florentina Ivanciu | S/O   | 1º dicembre 1993  | Romania              |
| 10 | Radostina Chitigoi | S     | 3 settembre 1978  | Bulgaria             |
| 11 | Alexandra Pintea   | P     | 15 aprile 1990    | Romania              |
| 12 | Carmen Mateaș      | C     | 28 settembre 1991 | Romania              |
| 13 | Gabriela Cvetanova | S     | 11 aprile 1991    | Bulgaria             |
| 17 | Roxana Ivanof      | C     | 20 febbraio 1985  | Romania              |
| 18 | Alexandra Trică    | S     | 21 ottobre 1985   | Romania              |